# FRELIMO
FRELIMO (portugalsky Frente de Libertaçao de Moçambique, tj. Fronta za osvobození Mosambiku) je mosambická politická strana. V současnosti je nejsilnější stranou v mosambickém parlamentu a je vládnoucí stranou Mosambiku.

## Historie
Strana byla založena v roce 1962 exulanty v Tanzanii jako polovojenská organizace kladoucí si za cíl vznik samostatného Mosambiku, který
byl v té době portugalskou kolonií. Jejím prvním předsedou se stal Eduardo Mondlane. Od založení strany byl její ideologií marxismus, strana se ho ale zřekla na konci 80. let.

### Mosambická válka za nezávislost
V září 1964 zaútočily jednotky FRELIMO na portugalské administrativní budovy v provincii Cabo Delgado na severu země, čímž začala mosambická válka za nezávislost. FRELIMO brzy dostala pod svoji kontrolu dvě nejsevernější
provincie Cabo Delgado a Niassa, ale pak narazila na odpor portugalské koloniální správy. Tato partyzánská válka trvala deset let a ukončila ji až karafiátová revoluce
v Portugalsku, kdy došlo ke svržení autoritářského režimu Estado Novo. Porevoluční Portugalsko bylo oslabeno válkou se svými africkými koloniemi a proto
všechny krátce po revoluci získaly nezávislost. Mosambik získal nezávislost v roce 1975 a jeho prvním prezidentem se stal vůdce FRELIMO Samora Machel.

### Mosambická občanská válka

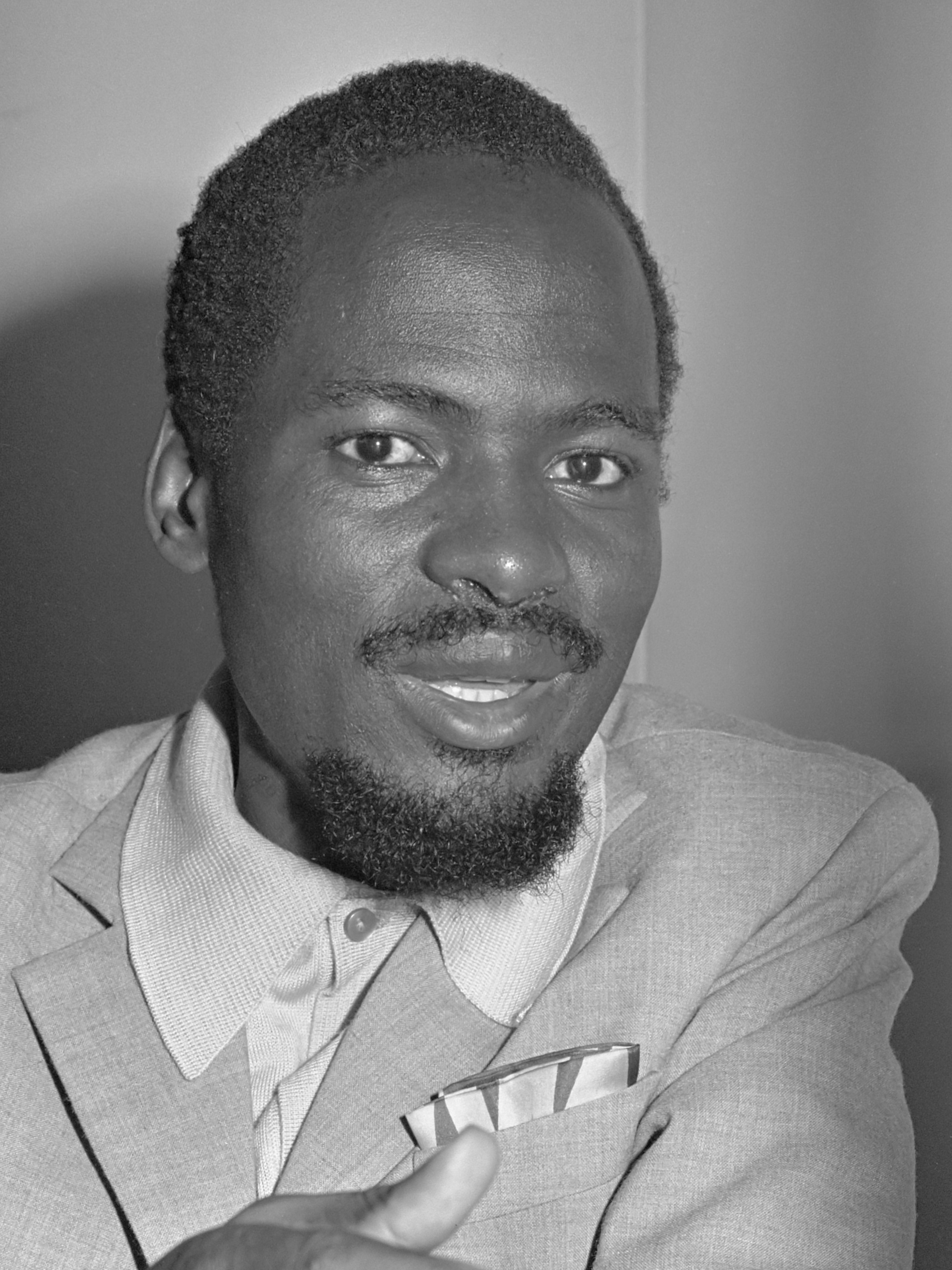
Joaquim Chissano (1972)

Portugalští kolonizátoři ze země odešli a zanechali ji v chaosu. V Mosambiku vznikla
vláda jedné strany a započalo horlivé budování socialismu pod taktovkou FRELIMO. Půda zanechaná po Portugalcích byla kolektivizována a bylo vystavěno mnoho komunitních vesnic pro zemědělce. Kromě toho se socialistický režim v Mosambiku brzy stal trnem v oku bělošským vládám Rhodesie a Jižní Afriky. Jako odplatu za mosambickou podporu Afrického národního kongresu a organizace ZANU Roberta Mugabeho, která se
snažila svrhnout bělošskou vládu Iana Smithe, založily rhodesijské tajné služby
v roce 1976 organizaci RENAMO (portugalsky Resistencia Nacional Moçambicana, tj. Mosambický národní odpor). Tato organizace rozpoutala v Mosambiku občanskou válku. Jednotky RENAMO se skládaly zejména z mužů, kteří uprchli z Mosambiku do Rhodesie a také z černošských obyvatel Rhodesie. Jejich úkolem bylo prostřednictvím guerillové války destabilizovat Mosambik. RENAMO také využilo nespokojenosti venkovských obyvatel s kolektivizací a sociálními reformami FRELIMO. Bojové strategie RENAMO byly neobyčejně brutální, jejich jednotky běžně útočily na civilní cíle jako například farmy, školy nebo nemocnice. Postupně se brutalita obou válčících stran zvyšovala, byly plundrovány a vyvražďovány vesnice, ze kterých byli zejména do řad RENAMO odváděni mladí muži nebo dokonce děti. V roce 1980 padl bělošský režim v Rhodesii a k moci se dostal Robert Mugabe. Země se přejmenovala na Zimbabwe a okamžitě zastavila podporu RENAMO. Od té chvíle RENAMO podporovala hlavně Jižní Afrika, kde panoval apartheid stejně jako do té doby v Rhodesii.
Na začátku osmdesátých let se Mosambik téměř rozpadl, protože vláda ztratila kontrolu nad většinou země, která byla teď v moci RENAMO. Naději na ukončení války poskytl rok 1984, kdy Jižní Afrika a Mosambik uzavřeli tzv. dohodu Nkomati, ve které se Jižní Afrika zavázala ukončit podporu RENAMO a Mosambik zase ukončit podporu Africkému národnímu kongresu. Boje však stále pokračovaly. V roce 1986 zahynul prezident a vůdce FRELIMO Samora Machel za podezřelých okolností při letecké nehodě. Jeho nástupcem se stal Joaquim Chissano, který způsobil odvrat FRELIMO od socialismu a významnou měrou přispěl k ukončení občanské války. V listopadu 1990 byla zavedena nová ústava umožňující přechod na pluralitní politický systém. V roce 1992 byla mezi vládou (prezident Chissano) a hnutím RENAMO (vůdce Afonso Dhlakama) v Římě podepsána mírová smlouva, která ukončila 16 let trvající občanskou válku. RENAMO se transformovalo z vojenské organizace na politickou stranu.

## Současnost
První svobodné volby v Mosambiku se konaly v roce 1994 a vyhrálo
v nich FRELIMO s 44 % hlasů, RENAMO skončilo druhé s 38 % hlasů a prezidentem zůstal kandidát
FRELIMO Joaquim Chissano. Současné rozložení volebních preferencí v zemi se příliš nezměnilo; v těch posledních v roce 2014 vítězné FRELIMO získalo 57 % hlasů a druhé
RENAMO 37 % hlasů. Ostatní strany za touto dvojicí výrazně zaostaly a pouze jedna z nich se dostala do mosambického parlamentu. Prezidentem Mosambiku je Filipe Nyusi z FRELIMO.